# Ranunculus kitadakeanus
Ranunculus kitadakeanus är en ranunkelväxtart som beskrevs av Jisaburo Ohwi. Ranunculus kitadakeanus ingår i släktet ranunkler, och familjen ranunkelväxter. Inga underarter finns listade i Catalogue of Life.